# Gare de Trizay-Monthérault
La gare de Trizay-Monthérault était une gare ferroviaire française, de la ligne de Cabariot au Chapus, située près de Monthérault, sur le territoire de la commune de Trizay, dans le département de la Charente-Maritime, en région Nouvelle-Aquitaine.

## Situation ferroviaire
Établie à 6 mètres d'altitude, la halte de Trizay-Monthérault était située au point kilométrique (PK) 6,[Combien ?] de la ligne de Cabariot au Chapus, entre les gares de Saint-Hippolyte-la-Vallée et de Saint-Agnant-les-Marais.

## Histoire
La halte de Trizay-Monthérault est mise en service le 17 février 1889 par l'Administration des chemins de fer de l'État, lorsqu'elle ouvre à l'exploitation la ligne de Cabariot au Chapus, à voie unique. Elle sera fermée le 26 septembre 1971, quand la ligne de Cabariot à Marennes sera fermée au service voyageurs.

## Patrimoine ferroviaire
Le bâtiment voyageurs d'origine est toujours présent sur le site. Il est devenu une habitation.